# Another 700 Miles
Another 700 Miles è un EP dal vivo del gruppo statunitense dei 3 Doors Down, pubblicato nel 2003 dalla Universal Records.

## Tracce
1. Duck and Run – 4:35 (Arnold, Harrell, Henderson, Roberts)
2. When I'm Gone (Intro) – 1:18 (Arnold, Harrell, Henderson, Roberts)
3. When I'm Gone – 4:21 (Arnold, Harrell, Henderson, Roberts)
4. Kryptonite – 4:14 (Arnold, Harrell, Roberts)
5. Here Without You – 4:11 (Arnold, Harrell, Henderson, Roberts)
6. It's Not Me – 3:47 (Arnold, Harrell, Henderson, Roberts)
7. That Smell – 6:01 (Rossington, VanZant) – (cover dei Lynyrd Skynyrd)

## Formazione
- Brad Arnold - voce
- Matt Roberts - chitarra
- Chris Henderson - chitarra
- Todd Harrell - basso
- Daniel Adair - batteria